# Pristimantis jester
Pristimantis jester es una especie de anfibios de la familia Craugastoridae.

## Distribución geográfica y hábitat
Es endémica del tepuy Wokomung (Guayana Esequiba). Su rango altitudinal oscila entre 1411 y 1650 m s. n. m..